# Jewgeni Konstantinowitsch Suworow
Jewgeni Konstantinowitsch Suworow (russisch Евгений Константинович Суворов; * 14. Januarjul. / 26. Januar 1880greg. in Sankt Petersburg; † 30. Dezember 1953) war ein russisch-sowjetischer Zoologe, bedeutender Ichthyologe und Forscher auf dem Gebiet der Fischzucht.

## Leben und Wirken
Nach Abschluss seines Studiums an der Petersburger Universität (1903) arbeitete Suworow am Lehrstuhl für Zoologie. Von 1921 bis 1931 war er Direktor des auf seine Initiative entstandenen Ichthyologischen Instituts in Leningrad, 1931 wurde er Professor für Ichthyologie an der Universität Leningrad, und hatte dort von 1949 bis 1952 einen Lehrstuhl inne.
Seit 1904 nahm Suworow an vielen wissenschaftlichen Expeditionen (später auch als deren Leiter) teil, um die Fische und Meeressäugetiere in der Ostsee, im Kaspischen, Weißen, Japanischen, Ochotskischen und im Beringmeer sowie in den russischen Binnengewässern zu erforschen. Im Laufe dieser Expeditionen waren auch viele neue Gebiete für das Fischgewerbe entdeckt worden. 1904 entdeckte er zum ersten Mal große Vorräte an Heringen im Kaspischen Meer und richtete die Aufmerksamkeit auf deren Fang und ökonomischen Nutzen. Viele Jahre lang untersuchte er die wichtigsten Nutzfische, darunter Heringe, Dorsche und Schollen. 1929 entdeckte er bedeutsame Ansammlungen von Heringen in der Barentssee. Ebenfalls sind von Suworow in den fernöstlichen Meeren erstmals große Vorkommen des Pollacks entdeckt worden.
Suworow war auch der erste russische Forscher, der sich dem Fang der Seebären und Seeotter auf den Kommandeurinseln widmete. Seine Schrift Die Kommandeurinseln und das Pelzgewerbe auf ihnen (Командорские острова и пушной промысел на них), veröffentlicht 1912, enthält einen bemerkenswerten Beitrag zur Lösung des Problems der Erhaltung der Fauna bei gleichzeitiger, rationaler Nutzung der Bioressourcen der Inseln. Seine Forschungen auf den Kommandeurinseln waren für den Abschluss des internationalen Abkommens zwischen Russland, Japan, Großbritannien (für Kanada) und den USA über den Schutz dieser Meeressäugetiere im Nordteil des Pazifischen Ozeans (1911) von wichtiger Bedeutung.
Suworow war auch der erste, der 1920 Experimente zur künstlichen Züchtung des Lachses durchgeführte.
Eine Besonderheit der wissenschaftlichen Tätigkeit Suworows war, dass er – neben rein biologischen Fragen – stets große Aufmerksamkeit den Fragen des Fischfangs und der Fischzucht sowie -verarbeitung widmete. Suworow war daher seit 1911 Berater und Mitglied verschiedener staatlicher Kommissionen zu Fragen des Fischfangs und -gewerbes.
Insgesamt hat Suworow mehr als 200 wissenschaftliche Arbeiten (darunter auch einige auf Deutsch) verfasst, einschließlich mehrerer Handbücher. Als Standardwerk gelten seine Grundlagen der Ichthyologie (1940, 2. erw. Aufl. 1948; dt. 1959).

## Werke (Auswahl)
- (zusammen mit N. Borodin): Die Heringe des Kaspischen Meeres und deren Fang. (= Arbeiten der Kaspischen Expedition 1904), St. Petersburg 1908, 2 Bände.
- Командорские острова и пушной промысел на них (Die Kommandeurinseln und das Pelzgewerbe auf ihnen). St. Petersburg 1912.
- Болезни рыб (Die Krankheiten der Fische). Moskau / Leningrad 1931.
- Основы ихтиологии (Grundlagen der Ichthyologie). 2. Auflage, Leningrad 1948 als PDF-Datei; deutsche Ausgabe: Allgemeine Fischkunde. Berlin: Deutscher Verlag der Wissenschaften 1959.